# Clint Barton
Clinton Francis "Clint" Barton, sokáig viselt és ismertebb fedőnevén Sólyomszem a Marvel Comics képregényeiben és az azokból készült filmek, videójátékok egyik szereplője. A szereplőt Stan Lee és Don Heck alkotta meg. Első megjelenése a Tales of Suspense 57. számában volt, 1964 szeptemberében. Clint Barton a Bosszú Angyalai tagjaként a forrófejű „rosszfiú” szerepét töltötte be, aki nehezen viselte, hogy parancsoknak engedelmeskedjen. Ennek ellenére megbecsült tagja, majd vezetője lett a nyugati part Bosszú Angyalainak.
Clint Barton az 1960-as évek közepén történet bemutatkozása óta szinte folyamatosan a Sólyomszem fedőnevet viselte. Íját csupán két alkalommal tette félre. Első alkalommal mikor úgy érezte, hogy csapattársai nem veszik komolyan, mivel neki nincsenek emberfeletti képessége. Ekkor Hank Pym méretnövelő találmányát, az úgynevezett Pym-részecskéket felhasználva Góliát néven tevékenykedett egy rövid ideig. Clint a Káosz című történet eseményei során hősi halált halt. Valamivel ezután kódnevét és íját Amerika Kapitány egy fiatal lánynak Kate Bishopnak adta, akinek természete és az íjjal való ügyessége nagyon emlékeztette őt Clintre. Miután Clint a House of M című történet után visszatért az élők sorába, a Ronin fedőnevet vette fel.